# Citoyen actif
Le mot citoyen remplace en 1789 en France celui de bourgeois. Il apparaît dans la Déclaration des droits de l'homme et du citoyen de 1789 pour distinguer ceux des hommes qui jouissent de tous les droits politiques attachés à la citoyenneté française. La notion de citoyen actif apparaît dès le commencement de la Révolution française, sous la plume de Siéyès, pour distinguer ceux des citoyens qui ont le droit d'élire les chefs de la Garde nationale (1789) lors de sa formation.

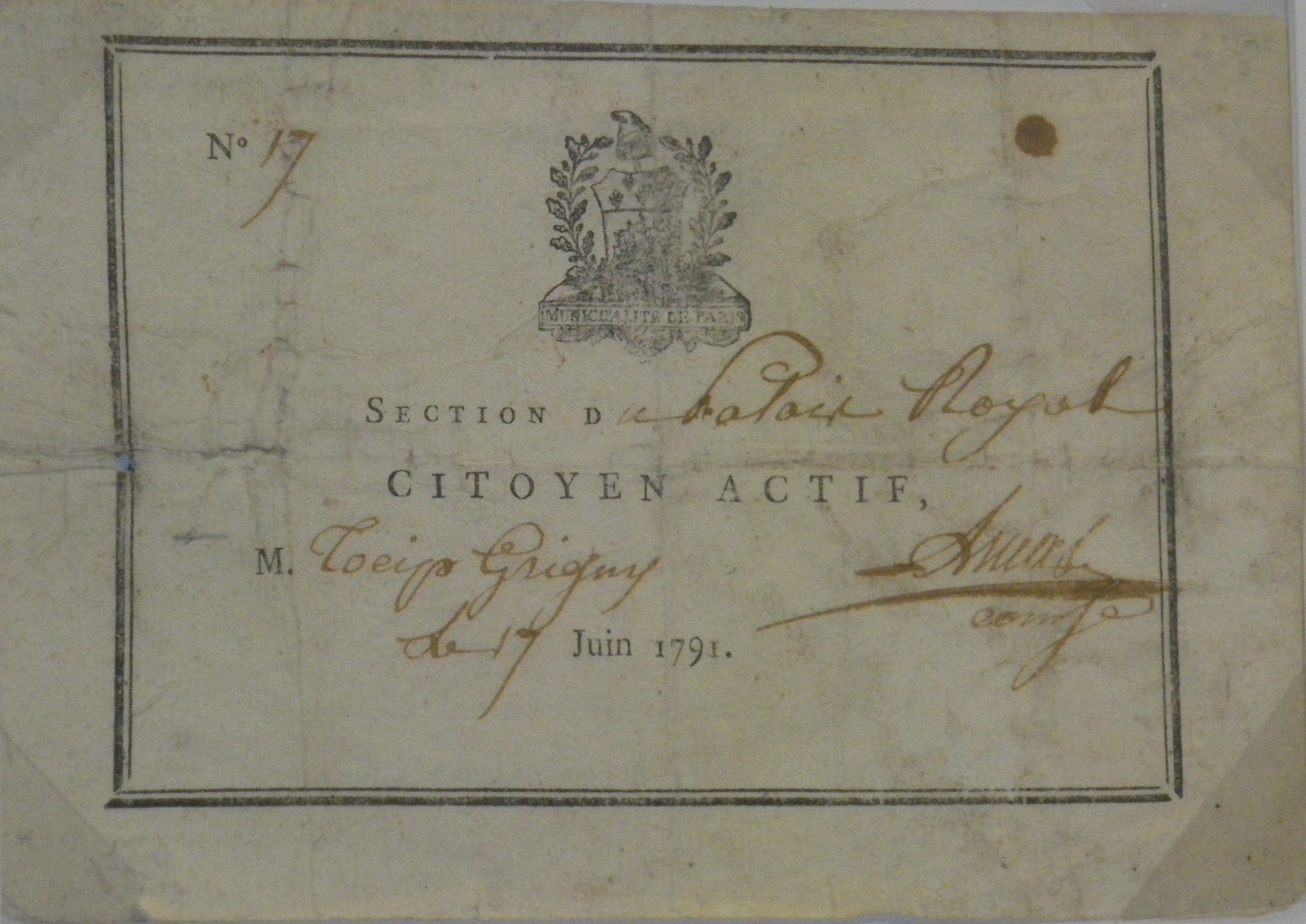
Carte de citoyen actif de Tocip Grigny, juin 1791

Avec la constitution de 1791, la notion de citoyen actif entre dans le droit positif et distingue parmi les citoyens (ils sont 7 millions) deux catégories : 
- les citoyens passifs (environ 3 millions de citoyens), nés ou devenus Français, de plus de 25 ans mais étant incapables de payer les contributions ou impôts ;
- les citoyens actifs[3] (environ 4 millions d'hommes) nés ou devenus Français, de plus de 25 ans, demeurant dans le canton depuis plus d'un an, qui ont le monopole d'élire et d'être élus et qui comportent encore deux catégories :
  - les citoyens actifs restreints sont tous ceux qui paient des impôts équivalents ou une contribution directe égale à la valeur locale de plus ou moins trois jours de travail (soit une livre et demi à trois livres) : ils ont le droit d'élire le conseil de commune et les juges de paix. Ils se réunissaient en assemblées primaires pour désigner les municipalités et les électeurs ;
  - les vrais citoyens actifs (ou électeurs représentent 1 % des citoyens actifs) sont uniquement ceux qui paient des impôts équivalents ou une contribution directe égale à la valeur locale de plus ou moins dix jours de travail (soit de cinq à dix livres) et qui sont propriétaires : ils peuvent élire l'assemblée législative, le conseil de district, le tribunal de district, et s'y porter candidats. Ils se réunissaient en assemblées électorales, aux chefs-lieux de département pour désigner les députés, les juges et membres des administrations départementales.

Ceux et celles qui ne font pas partie des citoyens :
- les personnes ayant la nationalité française mais ne possédant pas le droit d'exercer certains droits politiques comme celui de contribuer à l'élection des représentants. Ce sont essentiellement les femmes, les pauvres et les nombreux proscrits à titre individuel ou collectif.